# Cyclostachya stolonifera
Cyclostachya es un género monotípico de plantas herbáceas de la familia de las poáceas. Su única especie: Cyclostachya stolonifera (Scribn.) Reeder & C.Reeder, es originario de México donde su hábitat son los espacios abiertos en lugares secos.

## Descripción
Son plantas perennes; estoloníferas y cespitosas con tallos de 5-12 cm de alto; herbácea; no ramificada arriba. Los nodos de los culmos glabros.  Entrenudos de culmos sólidos. Hojas en su mayoría basales; no auriculadas; peludas en las posiciones de aurícula. Láminas de las hojas lineares (setaceas en la punta); estrechas; de 1 mm de ancho; sin glándulas multicelulares abaxiales; persistentes. La lígula es una membrana no truncada (irregular); 0,5-1 mm de largo. Contra-lígula ausente. Plantas dioicas; sin flósculos hermafroditas. Las espiguillas todas por igual en la sexualidad (en la misma planta); sólo masculinas o sólo femeninas. Las plantas exogámicas. Inflorescencia (masculina y femenina) en un solo racimo (pectinato, curvo, largo pedunculado); espateado.

## Taxonomía
Cyclostachya stolonifera fue descrita por (Scribn.) Reeder & C.Reeder   y publicado en Bulletin of the Torrey Botanical Club 90: 196. 1963.
Etimología
Cyclostachya nombre genérico que deriva del griego ciclo (círculo o rueda) y stachya (mazorca de maíz), aludiendo a la forma asumida por los racimos.
stolonifera; epíteto latíno que significa "con estolones".
Sinonimia
- Bouteloua stolonifera Scribn.[2]